# Dickson (Tennessee)
Dickson ist eine City in Dickson County im US-Bundesstaat Tennessee. Das U.S. Census Bureau hat bei der Volkszählung 2020 eine Einwohnerzahl von 16.058 ermittelt. Sie ist Teil der Metropolregion Nashville. Dickson wurde nach dem Kongressabgeordneten William Dickson benannt, ebenso wie das Dickson County.

## Geografie
Dickson liegt im südlich-zentralen Dickson County. Sie grenzt im Osten an die Stadt Burns. Die U.S. Route 70 führt als Henslee Drive durch die Nordseite der Stadt; sie führt in östlicher Richtung 40 Meilen (64 km) nach Nashville und in westlicher Richtung 62 Meilen (100 km) nach Huntingdon. Die Interstate 40 führt 5 Meilen (8 km) südlich des Stadtzentrums durch die Stadtgrenzen von Dickson und ist über die Ausfahrt 172 (Tennessee State Route 46) erreichbar.

## Demografie
Nach einer Schätzung von 2019 leben in Dickson 15.575 Menschen. Die Bevölkerung teilte sich im selben Jahr auf in 88,8 % Weiße, 7,6 % Afroamerikaner, 0,1 % amerikanische Ureinwohner, 0,8 % Asiaten und 2,2 % mit zwei oder mehr Ethnizitäten. Hispanics oder Latinos aller Ethnien machten 6,8 % der Bevölkerung aus. Das mittlere Haushaltseinkommen lag bei 49.805 US-Dollar und die Armutsquote bei 16,7 %.

## Persönlichkeiten
- Frank G. Clement (1920–1969), Politiker
- Luke Perry (1966–2019), Schauspieler